# Eliot Halverson
Pour l’article homonyme, voir (24059) Halverson.

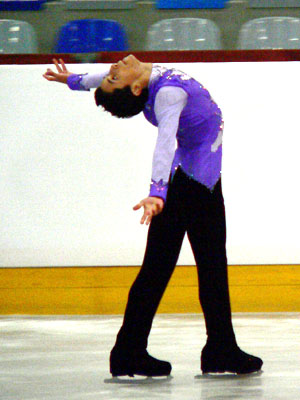
Eliot Halverson en 2006

Eliot Jon Halverson (né le 8 novembre 1990) est un patineur artistique américain. C'est le champion national junior aux États-Unis en 2007.

## Biographie

### Carrière sportive
Halverson est né à Bogota, en Colombie, et a été adopté depuis la Colombie, à l'âge de cinq mois. Il a vécu et étudié à Saint Paul (Minnesota), à partir de son déménagement aux États-unis jusqu'en 2008, quand il a commencé sa formation à Ann Arbor. Ses parents adoptifs sont divorcés et il vit chez sa mère. Il a été en internat à partir d'un jeune âge.
Parce que les championnats de patinage artistique américains de 2008 ont eu lieu dans sa ville natale de Saint-Paul, Halverson est devenu mannequin pour les affiches de ces compétitions nationales.
Eliot Halverson a commencé à patiner à l'âge de six ans sur un lac gelé derrière sa maison. Lorsque le championnat du monde de patinage artistique eut lien à Minneapolis en 1998, Halverson a séché l'école pour une semaine pour le regarder. Cela l'a encouragé à prendre des cours privés. Bien qu'il ait été entraîné principalement par Ted Engelking, Halverson a également travaillé avec Alexeï Michine et Kathy Casey.

## Palmarès
| Compétition                   | 2007 | 2008 | 2009 |
| Championnats des États-Unis   |      | 13e  | 13e  |
| Championnats du monde juniors | 10e  |      |      |

## Récompenses
En raison de son succès au niveau junior, le 21 avril 2007, a été déclarée "Jour d'Eliot Halverson" à Saint Paul.